# Aloe werneri
Aloe werneri ist eine Pflanzenart der Gattung der Aloen in der Unterfamilie der Affodillgewächse (Asphodeloideae). Das Artepitheton werneri ehrt den deutschen Botaniker Werner Rauh, der die Art 1991 entdeckte.

## Beschreibung

### Vegetative Merkmale
Aloe werneri wächst stammlos oder selten sehr kurz stammbildend, ist einzeln oder bildet kleine Klumpen. Die 20 bis 30 Laubblätter sind ausgebreitet-aufrecht. Die leuchtend grüne Blattspreite ist 40 bis 50 Zentimeter lang und 3 bis 3,5 Zentimeter breit. Bei direkter Sonneneinstrahlung ist sie rot überhaucht. Die weißen Zähne am Blattrand sind 1 bis 2 Millimeter lang und stehen 5 bis 10 Millimeter voneinander entfernt.

### Blütenstände und Blüten
Der Blütenstand ist einfach oder weist manchmal einen Zweig auf und erreicht eine Länge von bis zu 70 Zentimeter. Die dichten Trauben sind 7 bis 10 Zentimeter lang. Die fleischigen, eiförmigen Brakteen weisen eine Länge von 5 bis 10 Millimeter auf und sind 4 bis 6 Millimeter breit. Die zylindrischen, leicht gebogenen, gelben Blüten stehen an bis zu 0,5 Millimeter langen Blütenstielen. Die Blüten sind 16 bis 20 Millimeter lang. Auf Höhe des Fruchtknotens weisen die Blüten einen Durchmesser von 7 Millimeter auf. Darüber sind sie zur Mündung verengt. Ihre äußeren Perigonblätter sind fast nicht miteinander verwachsen. Die Staubblätter und der Griffel ragen 3 bis 5 Millimeter aus der Blüte heraus.

## Systematik und Verbreitung
Aloe werneri ist auf Madagaskar in der Provinz Toliara auf Granitvorkommen verbreitet.
Die Erstbeschreibung durch Jean-Bernard Castillon wurde 2007 veröffentlicht.

## Nachweise